# 深川区
深川区（ふかがわく、旧字体：深川區）は、東京府東京市（後に東京都）にかつて存在した区である。1878年（明治11年）から1947年（昭和22年）までの期間（東京15区及び35区の時代）に存在した。現在の江東区の西部一帯にあたる。

## 歴史

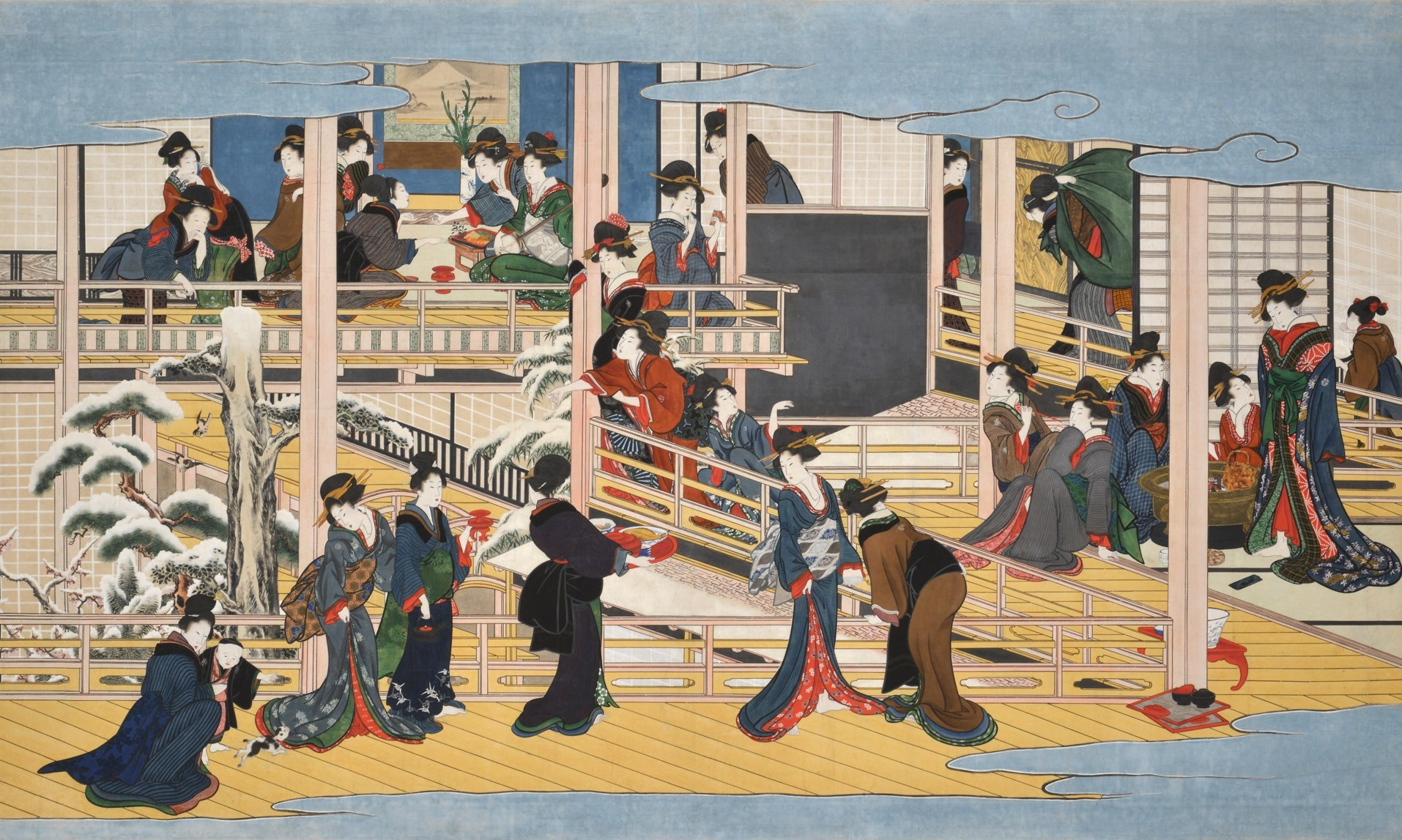
深川の料理茶屋の様子を描いた歌麿の「深川の雪」。18世紀末

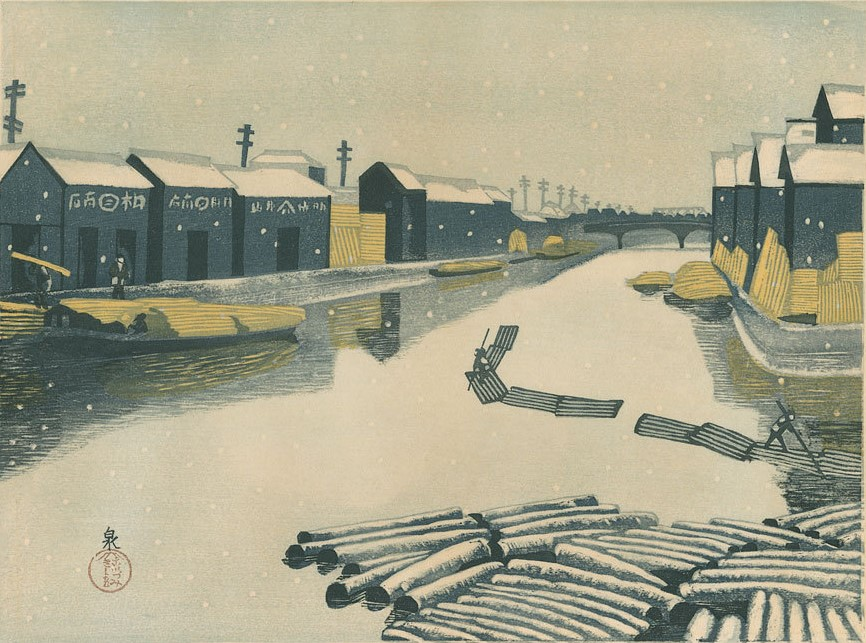
小泉癸巳男「深川区・木場の河筋」1940年

江戸が町づくりをはじめた慶長の初期（1596～1614）に、摂津国（現・大阪府）の深川八郎右衛門が小名木川北岸一帯の開拓を始めた。次第に近傍に開拓が進み、寛永4年（1627）に富岡八幡宮と永代寺が創建され、3代将軍徳川家光の時代から富岡八幡宮の鳥居前町として発達。明暦の大火ののちに木場が置かれて商業開港地域となり、深川岡場所も設置され花街となる。江戸の辰巳の方角にあることより、ここ深川の芸者は辰巳芸者と呼ばれ、いきで気風が良いとされる。
もとは下総国葛飾郡の内で、江戸時代初期の1683年（貞享3年）また一説によれば寛永年間（1622年-1643年）に太日川（現在の江戸川・旧江戸川）より西の地域を武蔵国に編入した際に武蔵国葛飾郡となる。万治2年（1659）に両国橋が架けられたのちに江戸図にも載せられて江戸に組み込まれるようになり、町地が多く起立して1818年の「旧江戸朱引内図」でも朱引内に含まれている。一方、町地以外の部分は代官所管地の深川本村が置かれた。
材木商人として財を成した紀伊國屋文左衛門や奈良屋茂左衛門も一時邸を構える。1702年（元禄15年）の大石良雄率いる赤穂浪士が吉良義央邸に討ち入った事件では、一行は富岡八幡宮の前の茶屋で最終的な打ち合わせのための会議を開いたと伝えられる。曲亭馬琴はこの地で生まれ、平賀源内や松尾芭蕉、伊能忠敬なども深川に住んだ。

### 深川区の設置後
1878年、郡区町村編制法施行に伴い東京15区の一つとして成立した区域に名称として採用された。この深川区は、現在の江東区のうち上記江戸の町地に該当する地域である。ついで1889年市制町村制施行によって横十間川より西側の地域全てが深川区になる（横十間川以東は南葛飾郡大島村に編入された）。これらはいずれも現在の江東区深川よりはるかに広い範囲である。極東は深川上大島町(現・大島)、極西は深川熊井町(現・永代)、極北は御船蔵前町(現・新大橋)、極南は洲崎弁天町（現・東陽） で、区内に90以上の町があった。1910年（明治43年）8月、明治43年の大水害に見舞われ一帯が水没した。

### 大正時代
明治後半から大正時代にかけては工場が多く立地するようになった。
1913年（大正2年）には上野恩賜公園で立木の枯損が目立つようになったが、これは深川の工場からの煤煙が原因の一つと目された。
1917年（大正6年）には台風被害（大正6年の高潮災害）を受けて区外へ転出するものが増加。空き家が7000戸を超した。
1924年（大正13年）深川黒江町（現在の門前仲町などに相当）に深川公衆食堂が設置。一時廃止などを経て1932年（昭和7年）からは東京市深川食堂として再び営業。以降も廃止など紆余曲折を経ながら戦中を通して営業。当時の建物は保存され2021年（令和3年）深川東京モダン館として開業。

### 昭和時代（江東区発足まで）
1938年（昭和13年）、最も優秀とされていた深川沖の浅草海苔養殖が水質悪化のため全滅に近いダメージを受ける。以降、ノリ養殖は衰退した。
1945年（昭和20年）3月10日の東京大空襲ではこの深川区に爆撃初弾が投下され、区内は焦土と化した。戦後1947年に城東区と合併し、現在の江東区となる。合併後は深川区役所庁舎がそのまま初代・江東区役所庁舎となるが、老朽化により1973年、東陽の新庁舎竣工により移転した。

### 沿革
- 1878年（明治11年）11月2日 - 郡区町村編制法により、以下の区域をもって深川区を設置。
  - 深川安宅町、深川御船蔵前町、深川八名川町、深川西六間堀町（現新大橋）
  - 深川西元町、深川常磐町一丁目、深川常磐町二丁目（現常盤）
  - 深川東六間堀町、深川西森下町、深川西町、深川富川町（現森下）
  - 深川東森下町、深川東元町（現森下、高橋）
  - 深川猿江裏町（現毛利、住吉、猿江）
  - 深川東町（現毛利、猿江）
  - 深川猿江町（現猿江）
  - 深川上大島町（現猿江、大島）
  - 深川下大島町（現大島）
  - 深川清住町、深川西大工町、深川仲大工町、深川裏大工町、深川伊勢崎町（現清澄）
  - 深川東大工町、深川霊巌町、深川元加賀町、深川扇橋町一丁目、深川扇橋町二丁目（現白河、三好）
  - 深川東平野町、深川西平野町、深川山本町、深川三好町、深川西永町、深川島崎町、深川吉永町、深川久永町（現平野）
  - 深川佐賀町一丁目、深川佐賀町二丁目、深川今川町、深川西永代町、深川富田町、深川中川町、深川堀川町、深川松賀町（現佐賀）
  - 深川熊井町、深川諸町、深川中島町、深川福住町、深川蛤町一丁目、深川大島町（現永代）
  - 深川小松町、深川富吉町、深川相川町（現佐賀、永代）
  - 深川永堀町、深川大住町、深川東永代町、深川材木町、深川一色町、深川伊沢町、深川松村町（現福住）
  - 深川万年町一丁目、深川万年町二丁目、深川亀住町（現深川）
  - 深川和倉町、深川冬木町、深川亀久町、深川大和町（現深川、冬木）
  - 深川蛤町二丁目、深川富岡門前仲町、深川富岡門前山本町（現門前仲町）
  - 深川黒江町（現福住、永代、門前仲町）
  - 深川富岡門前町、深川富岡門前東仲町、深川数矢町、富岡公園地（現富岡）
  - 深川牡丹町、深川佃町、深川平富町一丁目、深川平富町二丁目（現牡丹）
  - 深川越中島町、深川越中島新田（現越中島）
  - 深川平久町一丁目、深川平久町二丁目、深川鶴歩町、深川島田町、深川入船町、深川茂森町、深川扇町、深川木場町、深川洲崎町（現木場）
  - 深川東扇橋町（現扇橋）
  - 深川石島町（現扇橋、石島、千石）
  - 深川豊住町、深川洲崎弁天町（現東陽）
- 1889年（明治22年）5月1日 - 市制、町村制の施行に伴う東京市の設置により、東京市と南葛飾郡の境界をおおむね横十間川として、以下の再編が行われた。
  - 深川区の横十間川以東の地域（深川下大島町の全域、深川上大島町の一部）が南葛飾郡大島村に編入。
  - 南葛飾郡のおおむね横十間川以西の地域である深川毛利新田、海辺新田、石小田新田、千田新田の全域と、以下の8村の各一部を編入（カッコ内は残部の編入先）。
    - 深川本村（大島村）
    - 猿江村（大島村）
    - 大島村（大島村）
    - 亀戸村（亀戸村、吾嬬村、大島村）
    - 八右衛門新田（砂村）
    - 永代新田（砂村）
    - 久左衛門新田（砂村）
    - 平井新田（砂村）

  - 編入区域に以下の町丁を設置。
    - 深川古石場町（現古石場）
    - 深川本村町（現毛利、住吉、猿江）
    - 深川海辺町、深川千田町（現扇橋、海辺、千田、千石）
    - 深川東平井町、深川西平井町（現東陽）
- 1923年（大正12年）9月1日‐関東大震災によりほぼ全滅。
- 1943年（昭和18年）7月1日 - 東京都制が施行され、東京市と東京府が廃止され、東京都を設置。
- 1945年（昭和20年）3月10日 -東京大空襲の初弾が当区に投下され、区の大部分が焦土となる。
- 1947年（昭和22年）3月15日 - 特別区への移行のため、深川区及び城東区の区域をもって江東区を新設。
  - 前述の通り、深川区役所庁舎が初代・江東区役所庁舎となり1973年の東陽への移転まで使われた。跡地には1986年に深川江戸資料館が建てられ、江東区役所白河出張所も併設されている。

## 交通

### 鉄道
- 東京都電車（廃線）
  - 洲崎線、月島線、高橋線、猿江線、砂町線

森下駅（都営地下鉄新宿線、大江戸線）、住吉駅（都営新宿線、東京メトロ半蔵門線）、清澄白河駅（半蔵門線、都営大江戸線）、門前仲町駅（東西線、都営大江戸線）、木場駅、東陽町駅（東西線）、越中島駅、潮見駅（JR東日本京葉線）、豊洲駅（有楽町線、ゆりかもめ東京臨海新交通臨海線）、辰巳駅（有楽町線）、有明駅（ゆりかもめ線）および国際展示場駅、東雲駅（東京臨海高速鉄道りんかい線）は開業していなかった。なお、深川区域内に有明テニスの森駅（ゆりかもめ線）が、そして深川区域周辺に新木場駅（京葉線、有楽町線、りんかい線）、新豊洲駅、市場前駅、東京ビッグサイト駅、青海駅、テレコムセンター駅、東京国際クルーズターミナル駅、台場駅、お台場海浜公園駅（ゆりかもめ線）および東京テレポート駅（りんかい線）があるが、深川区が存在していた頃は駅周辺の土地の埋め立てが完了していなかった。

### 船運
内国通運の便が高橋着発あり。

## 著名な出身者
現江東区の著名な出身者については江東区を参照
- 臼井荘一 - 政治家、実業家
- 和泉信一 - 実業家、日本馬主協会連合会名誉会長
- 杉野喜精 - 実業家、相場師、山一證券初代社長、元東京株式取引所理事長
- 平尾聚泉 - 実業家
- 松下宗之 - ジャーナリスト、元朝日新聞社社長
- 長谷川如是閑 - ジャーナリスト、文明批評家、評論家、作家
- 伊東深水 - 浮世絵師、日本画家、版画家
- 大野静方 - 日本画家
- 高野三三男 - 画家
- 林義雄 - 童画画家
- 秋庭太郎 - 演劇学者
- 大井次三郎 - 植物学者
- 大野晋 - 国語学者
- 西村暹 - 生化学者、分子生物学者
- 萩原竜夫 - 民俗学者、日本史研究者
- 蜷川虎三 - 経済学者、統計学者
- 杉村勇造 - 中国美術学者
- 木村荘十 - 作家
- 日影丈吉 - 小説家、推理作家、翻訳家
- 藤原釜足 - 俳優
- 勝新太郎 - 俳優
- 大村千吉 - 俳優
- 宇津井健 - 俳優
- 暮林修 - 俳優
- 久保明 - 俳優
- 浅野進治郎 - 俳優
- 斎藤達雄 - 俳優
- 小川國松 - 俳優
- 山吹徳二郎 - 俳優
- 若山富三郎 - 俳優、歌手、テレビドラマ監督
- 邦創典 - 俳優
- 伏見直江 - 女優
- 繪島千歌子 - 女優
- 中江真司 - 声優
- 7代目一龍斎貞山 - 講釈師
- 2世藤間勘祖 - 舞踊家
- 水原弘 - 歌手
- 坂野比呂志 - オペラ歌手、漫才師
- 小津安二郎 - 映画監督
- 井上金太郎 - 映画監督、脚本家
- 三遊亭圓窓 (6代目) - 落語家
- 西村小楽天 - 活動弁士、漫談家、司会者
- 斎藤高順 - 音楽家